# 境征勝
境 征勝（さかい まさかつ、1945年8月12日 - ）は、日本中央競馬会に所属していた元調教師。美浦トレーニングセンターに所属していた。父は境勝太郎元調教師。京都府出身。

## 経歴
日本大学法学部を卒業後、北海道の牧場での修行を経て、1968年、父の厩舎である境勝太郎厩舎の調教助手となる。
1971年、研修のためニューマーケット、J・ウインター厩舎へ渡英。1972年に帰国し再び境勝太郎厩舎にて調教助手を務め、1983年に調教師免許を取得し厩舎を開業。
1991年、シンボリクリエンスにてJRA賞最優秀障害馬を受賞。1992年には中山大障害の春秋連覇を達成し、2年連続で最優秀障害馬に選出される。
2002年、中山開催7週連続勝利記録を達成。
2011年12月20日付で調教師を勇退。通算成績は中央4332戦329勝、地方25戦1勝。

### 調教師成績
| 通算成績 | 1着 | 2着 | 3着 | 出走回数 | 勝率 | 連対率 |
| -------- | --- | --- | --- | -------- | ---- | ------ |
| 平地     | 313 | 318 | 325 | 4138     | .076 | .164   |
| 障害     | 16  | 24  | 20  | 194      | .082 | .206   |
| 計       | 329 | 391 | 338 | 4332     | .076 | .166   |

※数字は中央競馬成績のみ

## 主な管理馬
※括弧内は管理馬の優勝重賞競走、太字はGI級競走。
- シンボリクリエンス（1991年東京障害特別・春、東京障害特別・秋 1992年中山大障害・春、中山大障害・秋）
- サクラセカイオー（1993年エプソムカップ）
- システィーナ（1995年京都牝馬特別）
- アイランドオオジャ（2001年マーチステークス）

## 主な厩舎所属者
※太字は門下生。括弧内は厩舎所属期間と所属中の職分。
- 西田雄一郎（1995.3.1 - 1999.9.30　2005.3.1 - 2008.2.29 騎手）